# Nipplegate
Nipplegate bezeichnet den von den meisten US-amerikanischen Medien als Skandal wahrgenommenen Auftritt von Janet Jackson und Justin Timberlake in der Halbzeitpause des 38. Super Bowls am 1. Februar 2004, der vom Musiksender MTV präsentiert wurde. Dabei wurde Jacksons rechte Brust entblößt. Der Name wurde in Anlehnung an die Watergate-Affäre und den Ausdruck nipple (dt.: Nippel‚ Brustwarze) gewählt.
Die übliche Bezeichnung für derartige „Ausrutscher“ weiblicher Prominenter ist Busenblitzer.

## Der Vorgang
Janet Jackson und Justin Timberlake traten während der Spielpause mit einer gemeinsam gesungenen Version von Timberlakes Song Rock Your Body auf. Die Bühnenshow beinhaltete eine ganze Reihe anzüglicher Bewegungen, welche bei Liveshows und Videoclips aber auch in den USA nichts Besonderes sind. Als beide die letzte Zeile des Textes erreichten, „I’m gonna have you naked by the end of this song“, riss Timberlake Janet Jackson mit einer ruckartigen Bewegung einen Teil ihres Kostüms vom Leib und enthüllte dabei versehentlich ihre Brust. Ein Brustwarzenpiercing mit sonnenförmigem Nippleshield, ein sog. Sun-Nipple-Shield, kam dabei zum Vorschein.

## Die Folgen
Der Vorfall sorgte in den USA für einen Skandal. Zuschauer riefen bei der übertragenden Fernsehanstalt CBS an und mehr als eine halbe Million Anrufe gingen bei der Rundfunkaufsichtsbehörde Federal Communications Commission (FCC), um sich über die „unsittliche Entblößung“ zu beschweren. Auf Drängen ihres Managements, die Veröffentlichung ihres Albums Damita Jo stand unmittelbar bevor und schlechte Presse sollte vermieden werden, gab Jackson, nicht Timberlake, der sie entblößt hatte, wenige Stunden später im Fernsehen eine Erklärung ab und entschuldigte sich für den Vorfall.
Die Erklärung war, dass es sich um einen Unfall gehandelt habe und der Vorfall in diesem Ausmaß nicht abgesprochen gewesen sei. Timberlake sollte ihr einen Teil ihrer schwarzen Korsage herunterreißen, riss aber auch den Büstenhalter herunter, was nicht geplant war. Timberlake prägte den Ausdruck „wardrobe malfunction“ (Kleidungsfehlfunktion, Kleiderpanne), der in den allgemeinen Sprachgebrauch einging.
Für die Grammy Awards 2004 eine Woche später war erneut ein gemeinsamer Auftritt vorgesehen, bei dem die beiden sich öffentlich vor laufenden Kameras entschuldigen sollten. Jackson lehnte das ab und Timberlake, der sich bei den Zusehern (nicht bei Jackson) wunschgemäß entschuldigte, trat alleine auf.
Ihr Bedauern äußerten aufgrund des öffentlichen Drucks auch CBS, MTV und die National Football League (NFL). Die NFL kündigte an, dass man MTV nie mehr an der Präsentation der Halbzeitshow beteiligen wolle. Die FCC erhob im September 2004 gegen die MTV- und CBS-Muttergesellschaft Viacom eine Bußgeldforderung von 550.000 US-Dollar. Im Juli 2008 wurden die Ermittlungen gegen CBS ohne Zahlung eines Bußgeldes eingestellt. Der US-Kongress votierte nach dem Vorfall für eine deutliche Erhöhung der Bußgelder der FCC für unsittliche Fernsehinhalte. Die noch laufenden Verfahren gegen Viacom wurden nach Vergleichszahlungen in Höhe von 3,5 Millionen US-Dollar Ende 2004 eingestellt. Der Konzern setzte seinerseits Jackson auf eine schwarze Liste, womit ihre Songs und Videos auf einigen der reichweitenstärksten Medienkanälen nicht mehr zu sehen waren.
Um bei ähnlichen Vorfällen künftig eingreifen zu können, beschlossen die großen Fernsehsender der USA, die Verleihung der Grammys und die Oscar-Verleihung um einige Sekunden verzögert auszustrahlen. Auch der Super Bowl wird seitdem im Fernsehen mit fünf Sekunden Verzögerung ausgestrahlt.
Jackson trug maßgeblich zur Popularisierung ihres Piercings in den Vereinigten Staaten bei – der Verkauf stieg sprunghaft.
Nachträglich haben Medien den Umgang von Medien und Gesellschaft in den 2000er-Jahren als „falsch, sexistisch und bösartig“ kritisiert. Die Berichterstattung über weibliche Stars habe sich geändert – „spätestens seit der Britney-Doku „Framing Britney Spears“ und der breiten Diskussion darüber, warum Janet Jacksons Karriere nach dem Nipplegate eigentlich vorbei war, während die von Justin Timberlake durch die Decke ging“.

## Filme
- Janet Jacksons Nipplegate – Die Geschichte eines Skandals, Arte-Dokumentation, 69 Minuten, 2021